# Grandisonia
Grandisonia is een geslacht van wormsalamanders (Gymnophiona) uit de familie Indotyphlidae. De groep werd voor het eerst wetenschappelijk beschreven door Edward Harrison Taylor in 1968.
De groep behoorde eerder tot de familie Caeciliidae. Er zijn vier soorten die endemisch zijn op de Seychellen, een eilandengroep in de Indische Oceaan.

## Soorten
Geslacht Grandisonia
- Grandisonia alternans
- Grandisonia brevis
- Grandisonia larvata
- Grandisonia sechellensis